# Teruhiko Yumura
Teruhiko Yumura, noto anche con lo pseudonimo di King Terry (湯村 輝彦?, Yumura Teruhiko; Tokyo, 1º novembre 1942), è un fumettista, illustratore, designer e critico musicale giapponese.

## Biografia
È uno dei pionieri dell'estetica dell'illustrazione heta-uma. Ha firmato le sue opere sotto diversi pseudonimi, tra tutti è conosciuto come King Terry. Yumura ha studiato all'Università di belle arti di Tama (多摩美術大学?, Tama bijutsu daigaku). Inizia disegnando copertine per la rivista Garo negli anni settanta e ottanta, e brevi strisce come La passione del Pinguino Gohan (情熱のペンギンごはん?, Jōnetsu no Pengin Gohan) in collaborazione con il copywriter Shigesato Itoi: il risultato è un manga con uno strano mix di primitivismo e trame dadaiste, in cui disegno, testo e concetti si fondono insieme in un elegante stile, ribelle, provocatorio, dissacrante pieno di deliberati contrasti . Il suo lavoro di illustratore esiste in una relazione costantemente simbiotica con il manga. L'estetica di Yumura è influenzata dalla cultura pop giapponese e americana. Già in quel periodo, in Giappone, il formalismo e il realismo erano messi in discussione e aggrediti, non solo nei fumetti, ma nella società in generale: la commedia e gli spettacoli musicali deliberatamente amatoriali, per esempio, erano molto popolari in televisione. Cresciuto, inoltre, in un periodo in cui l'infatuazione giapponese per l'America era al suo apice è fortemente ispirato dalla cultura americana: molti dei suoi personaggi sono occidentali che parlano un inglese sgrammaticato, della cultura americana Yumura è attratto soprattutto dal trash e dalla grafica di riviste e fumetti pulp degli anni ‘60 e ’70.
La sua opera è caratterizzata da disegni realizzati deliberatamente in modo rozzo, segno che contraddistingue l'estetica heta-uma. L'approccio radicale di Yumura ha attratto, nella rivista Garo, artisti desiderosi di esprimersi attraverso stili e narrazioni altamente idiosincratici e ribelli, aprendo le porte anche ad autori non dotati dal punto di vista tecnico-grafico ma che avevano profondi e variegati contenuti da esprimere. Lui stesso afferma che la condizione del dilettante è favorita poiché non essendo assillato dalle proprie abilità, può concentrare tutto nello spirito dell'illustrazione, spirito che, con l'eccesso di tecnica, si rischia di perdere, arrivando a un prodotto finale insignificante se non vuoto.
(Teruhiko Yumura, lettera ai lettori in Ketteihan Hetauma Daizenshū (決定版ヘタうま大全集?))
Nel 1986 l'editore Seibundo-Shinkosha (誠文堂新光社?) pubblica un manuale in cui Yumura dispensa insegnamenti per gli aspiranti artisti su come disegnare quasi tutto nel suo stile unico: veicoli, animali, volti, scene di combattimento , scene di sesso.  Il volume, già dalla lettera ai lettori, si prefigura come un vero e proprio manifesto heta-uma , rimanendo tutt'oggi unico nel suo genere . Il testo è stato ripubblicato in versione ampliata e definitiva nel 2005 con il titolo Ketteihan Hetauma Daizenshū (決定版ヘタうま大全集?).